# ドロメ
ドロメ（泥目、Chaenogobius gulosus）は、スズキ目ハゼ科に分類されるハゼの一種。東アジアの岩礁海岸でよく見られるハゼである。
成魚は全長15cmに達する。上から押しつぶされたように平たい頭と大きな口をもつ。ただ、肉食に特化していないため、捕食性魚類によくみられる下顎が突き出たいわゆる“受け口”を呈していない。体色は緑褐色の地に白い斑点が散在する。アゴハゼに似るが、より大型になること、胸鰭と尾鰭に小黒点がないこと、尾鰭が白く縁取られることで区別できる。
北海道西部・本州北端から九州・五島列島・対馬・朝鮮半島・渤海・黄海まで分布する。岩礁海岸の波打ち際やタイドプールに生息するが、アゴハゼよりも比較的低い位置のタイドプールや海中に多い。南日本ではクモハゼやヘビギンポなどと同所的に見られる。食性は雑食性で、藻類や小動物を食べる。
産卵期は春で、産卵後の卵はオスが守る。夏には潮間帯下部で黒っぽい稚魚が群れて泳ぐ様が観察できる。ハゼは底に接して泳ぐものが多いが、ドロメの稚魚は海底からはなれ、胸びれをはばたかせてホバリングするように泳ぐ。
毒はないがマハゼよりはるかにまずいため普通は食用にはしない。

## 同属種
アゴハゼ属（Chaenogobius）は、アゴハゼ（C. annularis）とドロメ（C. gulosus）の2種のみで構成される。地方名はダボハゼ、ダボ（全国各地）、エンマダボ（静岡県）、グズ、ゴッパ（島根県出雲地方）などで、特に区別しないことも多い。
- Chaenogobius annularis T. N. Gill, 1859 (Forktongue goby) アゴハゼ
- Chaenogobius gulosus (Sauvage, 1882) ドロメ